# Oskar Cordel

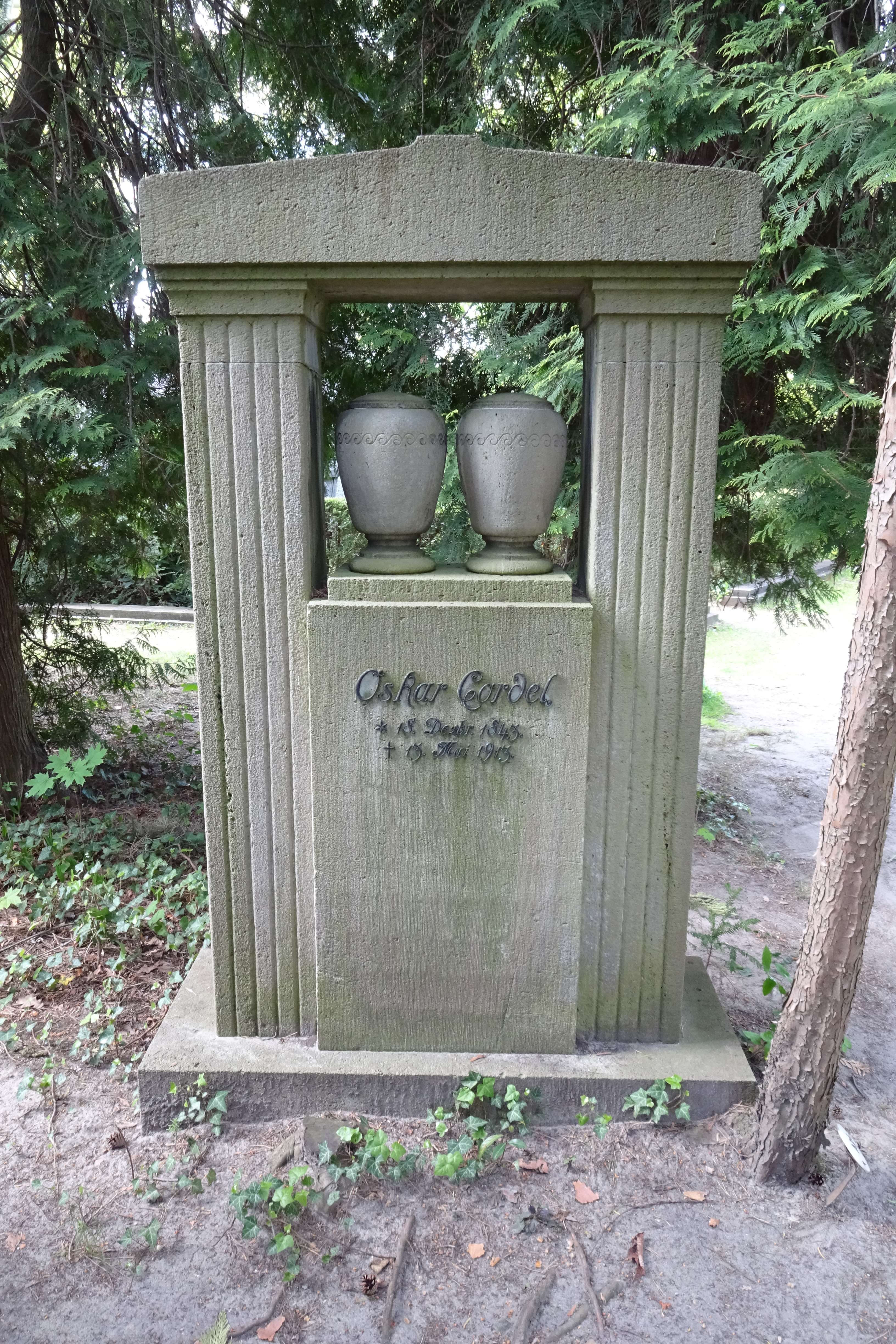
Die letzte Ruhestätte Oskar Cordels auf dem Evangelischen Kirchhof Nikolassee

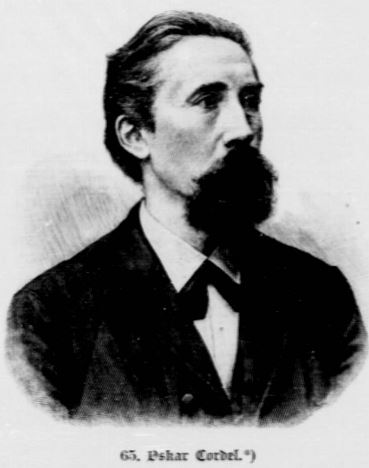
Oscar Cordel

Oskar Cordel (* 18. Dezember 1843 in Aschersleben; † 13. Mai 1913 in Berlin-Nikolassee) war ein deutscher Schachspieler und -autor. An großen Turnieren hat er jedoch nicht teilgenommen.
Neben seinen schachlichen Aktivitäten trat er auch als Schachautor auf. In der Spanischen Partie sind die Cordel-Verteidigung und das Cordel-Gambit nach ihm benannt. In dem nach seinem Tod veröffentlichten Werk Theorie und Praxis des Schachspiels vertrat er die Ansicht, dass es in fast jeder Schachstellung entweder einen eindeutig besten Zug oder mindestens drei etwa gleich gute (beste) Züge gibt (das sogenannte Drei-Züge-Gesetz). 1878 war Cordel Mitbegründer des Ostdeutschen Schachbundes.
Cordel war Redakteur und Mitarbeiter der Vossischen Zeitung.
Zu seinen Hobbys zählte das Züchten von Rosen. Eine Remontant-Züchtung wurde 1897 von Peter Lambert nach Cordel benannt.
Oskar Cordel lebte in Nikolassee bei Berlin, An der Rehwiese 15. Er starb 1913. Seine letzte Ruhestätte fand er auf dem Evangelischen Kirchhof Nikolassee. Das erhaltene repräsentative Grabdenkmal besteht aus einer Pfeiler-Ädikula, in der auf einem hohen Sockel zwei Schmuckurnen stehen.

## Bücher
- 1888: Führer durch die Schachtheorie (Berlin)
- 1907: Das Schachspiel (Potsdam)
- 1913: Theorie und Praxis des Schachspiels (Potsdam)